# Marsas (Gironde)
Marsas is een gemeente in het Franse departement Gironde (regio Nouvelle-Aquitaine). De plaats maakt deel uit van het arrondissement Blaye. Marsas telde op 1 januari 2022 1.237 inwoners.

## Geografie
De oppervlakte van Marsas bedroeg op 1 januari 2022 8,13 vierkante kilometer; de bevolkingsdichtheid was toen 152,2 inwoners per km².

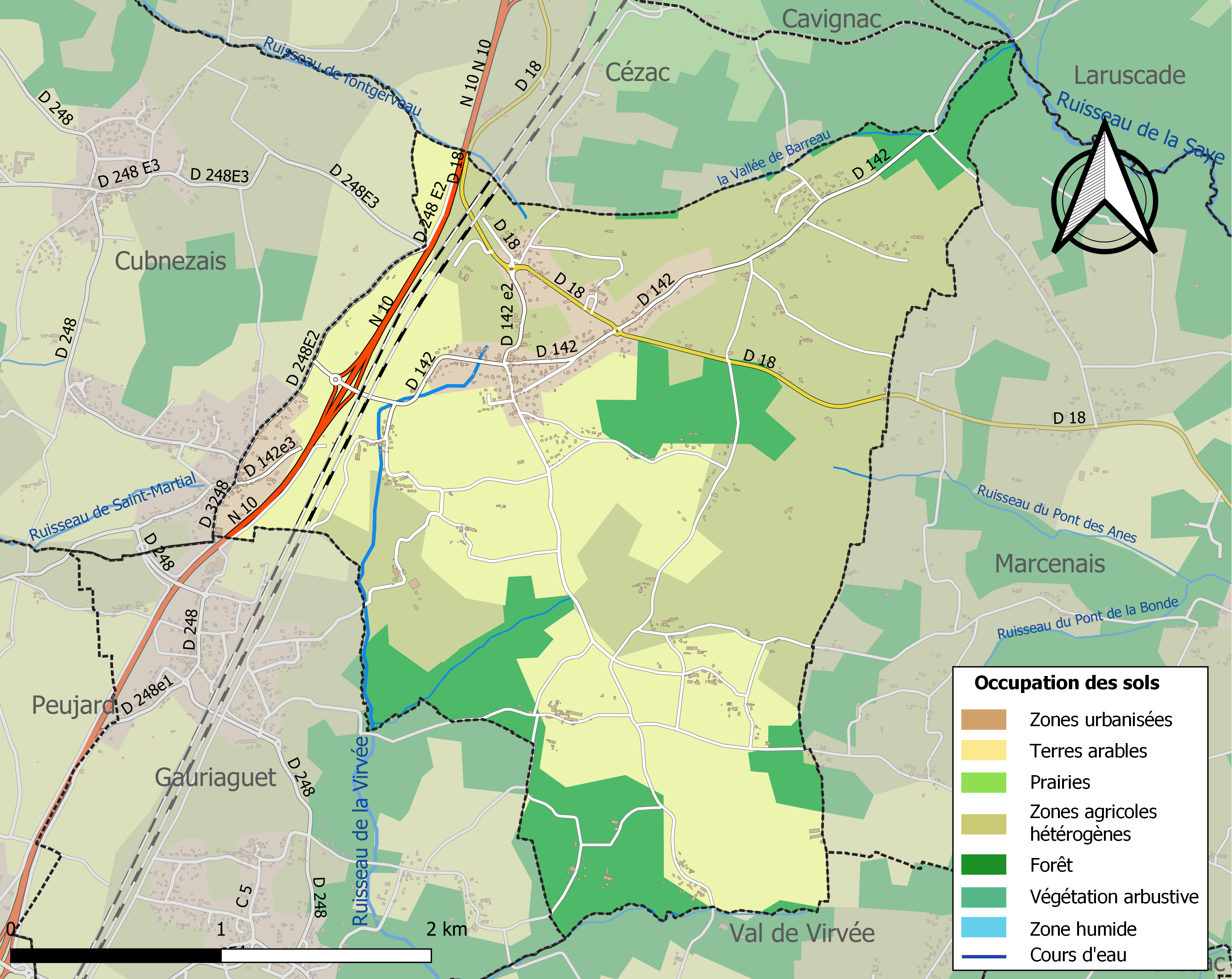
Kaart van de gemeente met belangrijkste infrastructuur, bodemgebruik en omliggende gemeenten

## Demografie
Onderstaande figuur toont het verloop van het inwonertal (bron: INSEE-tellingen).